# Nannoscincus
Nannoscincus es un género de lagartos perteneciente a la familia Scincidae. Son endémicos de Nueva Caledonia.

## Especies
Según The Reptile Database:
- Nannoscincus exos Bauer & Sadlier, 2000
- Nannoscincus garrulus Sadlier, Bauer & Smith, 2006
- Nannoscincus gracilis (Bavay, 1869)
- Nannoscincus greeri Sadlier, 1987
- Nannoscincus hanchisteus Bauer & Sadlier, 2000
- Nannoscincus humectus Bauer & Sadlier, 2000
- Nannoscincus manautei Sadlier, Bauer, Whitaker & Smith, 2004
- Nannoscincus mariei (Bavay, 1869)
- Nannoscincus rankini Sadlier, 1987
- Nannoscincus slevini (Loveridge, 1941)